# Джордан Ледд
Джордан Алізабет Ледд (англ. Jordan  Ladd), (нар. 14 січня 1975 року) — американська акторка. Відома ролями у фільмах жахів.

## Біографія
Джордан Елізабет Ледд народилась 14 січня 1975 року в акторській родині Девіда та Шеріл Ледд. ЇЇ дідусь та бабуся по батьківській лінії також були відомими акторами.
Коли Джордан виповнилося 5, її батьки розлучилися. Мати майже відразу пошлюбила продюсера Брайяна Рассела. Батько незабаром вступив у шлюб з акторкою Дей Янг.
Вже з двох років Джордан знімалася у рекламних роліках. В кіно і на телебаченні почала з'являтися, коли навчалася у середній школі. Переважно, це були проєкти, в яких брала участь її мати Шеріл. Серед них телевізійні драми «The Girl Who Came Between Them» та «Порушена обіцянка».
У 19 років Джордан Ледд знялася у стрічці «Обійми вампіра». Одну з ролей в цьому фільмі виконувала Алісса Мілано.

## Фільмографія
- Обійми вампіра (1994) — Еліза
- Ніде (1997) — Алісса
- Життя хлопців 3 (2000) — Саммер
- Незвичайні (2000) — Шеллі
- Найкраща актриса (2000) — Амбер Лайонс
- Ідеал (2002) — Дана
- Лихоманка (2002) — Карен
- Темна кімната (2002) — Дівчина№ 1
- Клуб жахів (2004) — Пенелопа
- Найкращий друг чоловіка (2004) — Аріанна
- Дім страху (2004) — Сара
- Внутрішня імперія (2006) — Террі
- Грайндхауз (2007) — Шанна/Джуді
- Доказ смерті (2007) — Шанна
- Хостел 2 (2007) — Стефані
- Грейс (2009) — Маделін Метьюсон

## Цікаві факти
- Джордан, як і її мати, — натуральна білявка.